# De Nederlandsche stad- en dorpbeschrijver

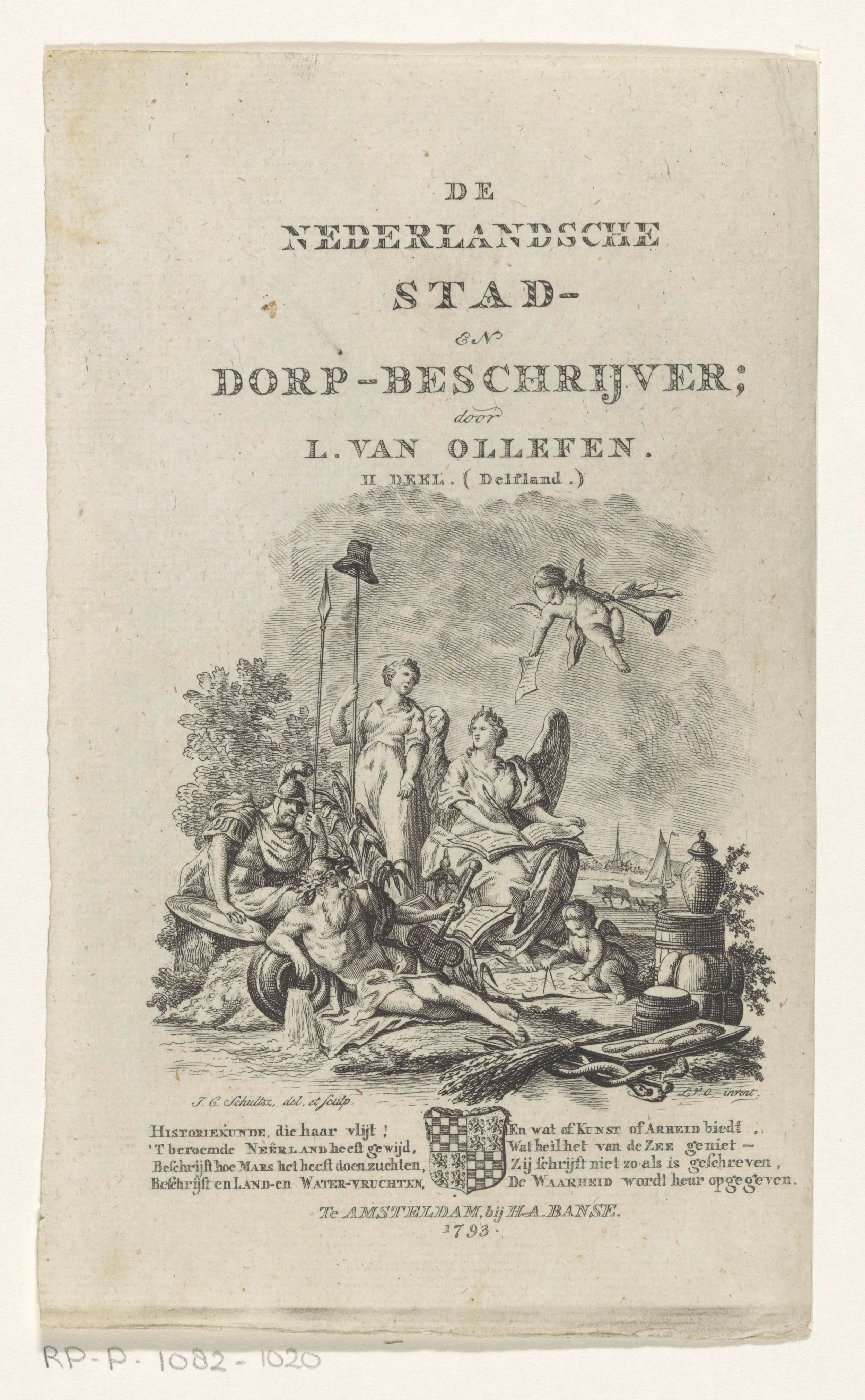
Allegorie op Delfland (1793),
door Johan Christoffel Schultsz.

De Nederlandsche stad- en dorpbeschrijver is een boekwerk van de hand van de Amsterdamse schrijver Lieve van Ollefen (1749-1816), uitgegeven in samenwerking met R. Bakker (vanaf deel 5) door H.A. Banse, Stilsteeg, te Amsterdam. Het werk bestaat uit acht delen, uitgegeven tussen 1791 en 1801. In de boeken zijn ovale gravures opgenomen, gemaakt door Anna Catharina Brouwer, die stads- en dorpsgezichten voorstellen en allegorische voorstellingen van Johan Christoffel Schultsz. Het plan was om de gehele Republiek te behandelen, maar de verschenen acht delen betreffen alleen Noord- en Zuid-Holland, en zelfs die zijn niet in hun geheel beschreven: West-Friesland en het Noorderkwartier ontbreken.
In het werk zijn beschrijvingen opgenomen van de steden en dorpen zoals die toen waren. Behalve de ligging zijn ook de bereikbaarheid ervan met openbaar vervoer, wat in die tijd beperkt was tot de postkoets en de trekschuit, en de kwaliteit van de wegen van en naar de plaatsen vermeld. In de beschrijvingen stond ook een stukje geschiedenis van de plaats, en vaak ook een beschrijving van het wapen dat de stad, het dorp of de heerlijkheid voerde.
In 1976 is een herdruk van De Nederlandsche stad- en dorpbeschrijver verschenen bij de Europese Bibliotheek in Zaltbommel, nadat in 1964 een herdruk van uitsluitend de pagina's met illustraties was verschenen bij dezelfde uitgever.

## Afbeeldingen

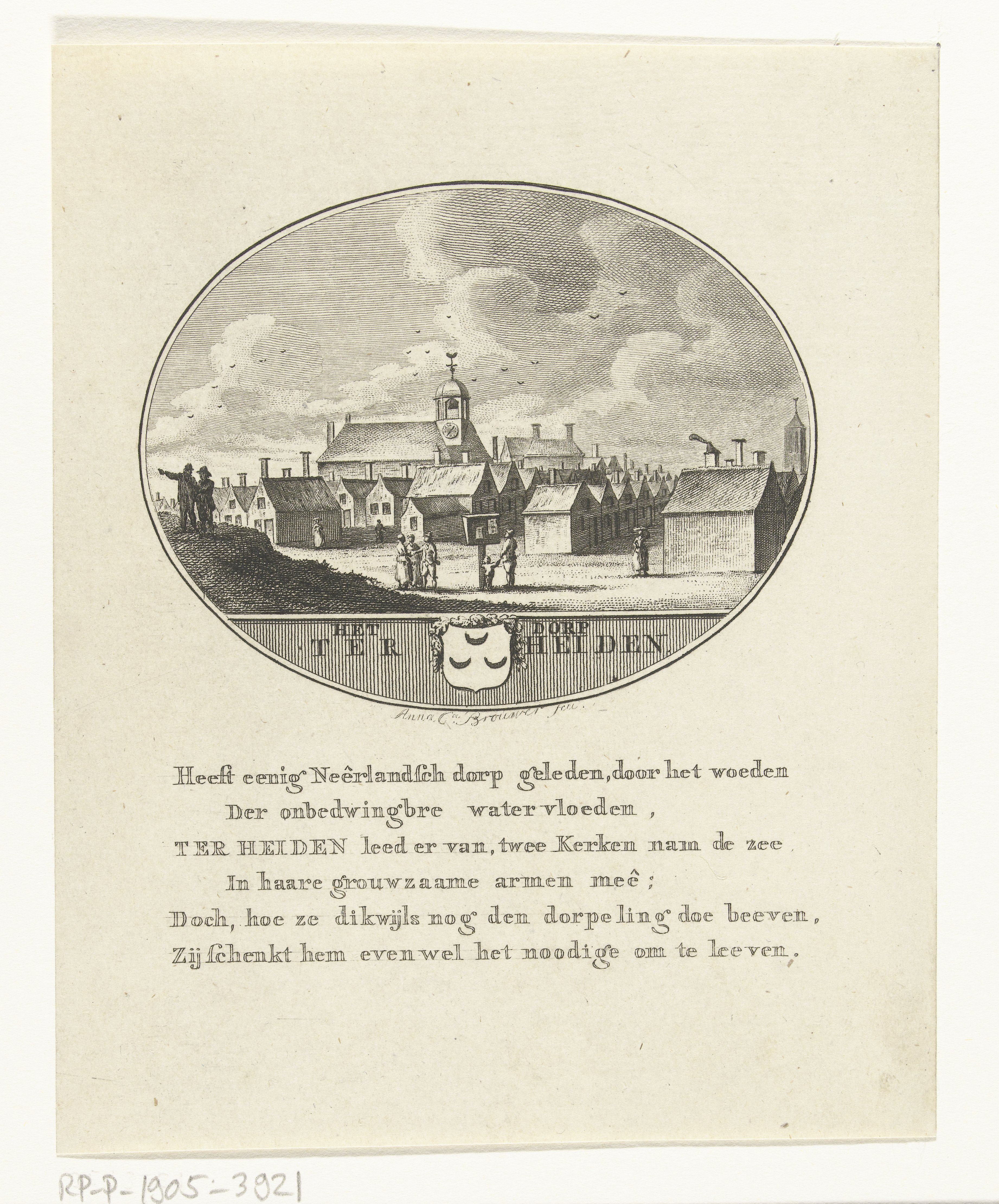
Ter Heijde
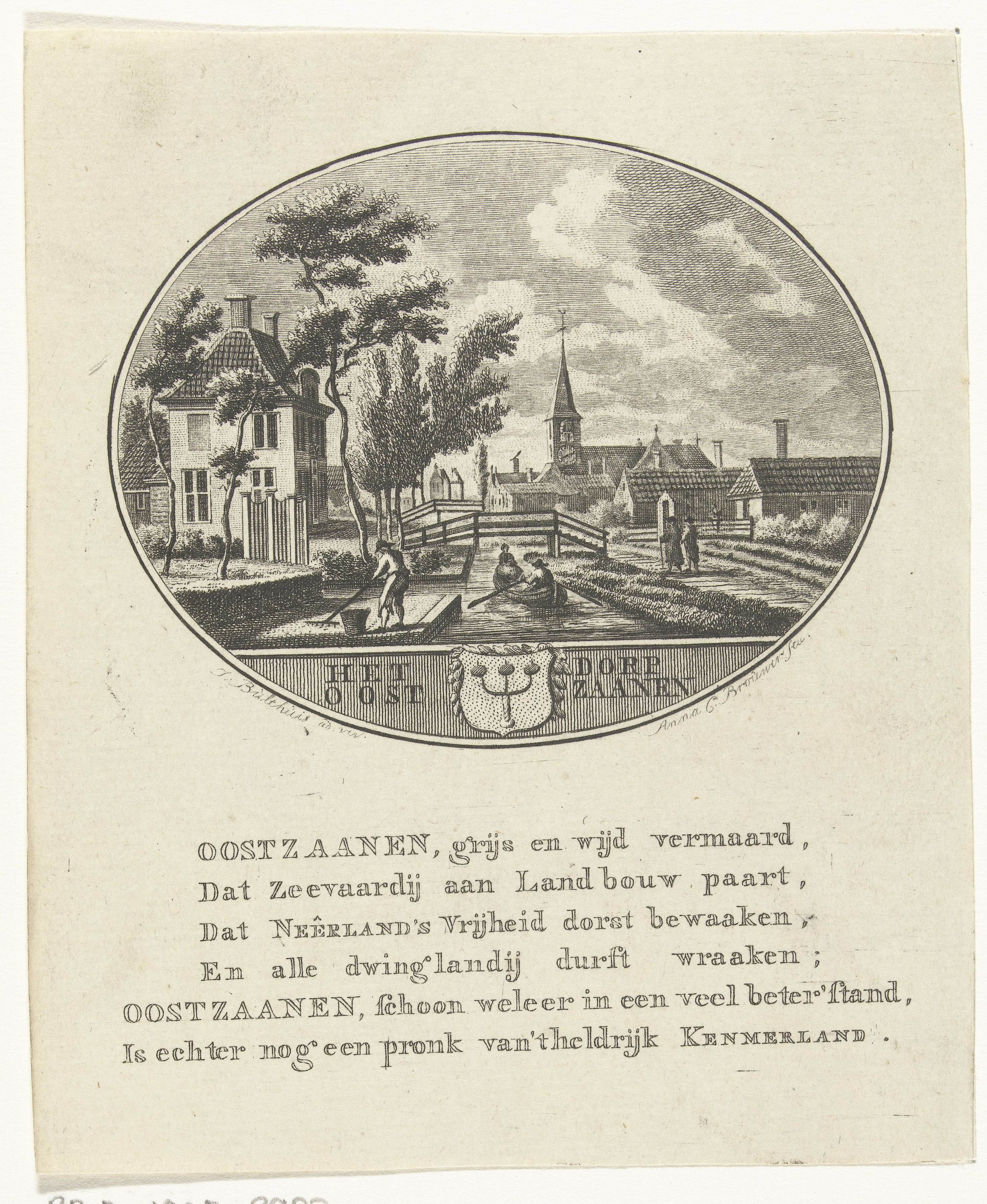
Oostzaan
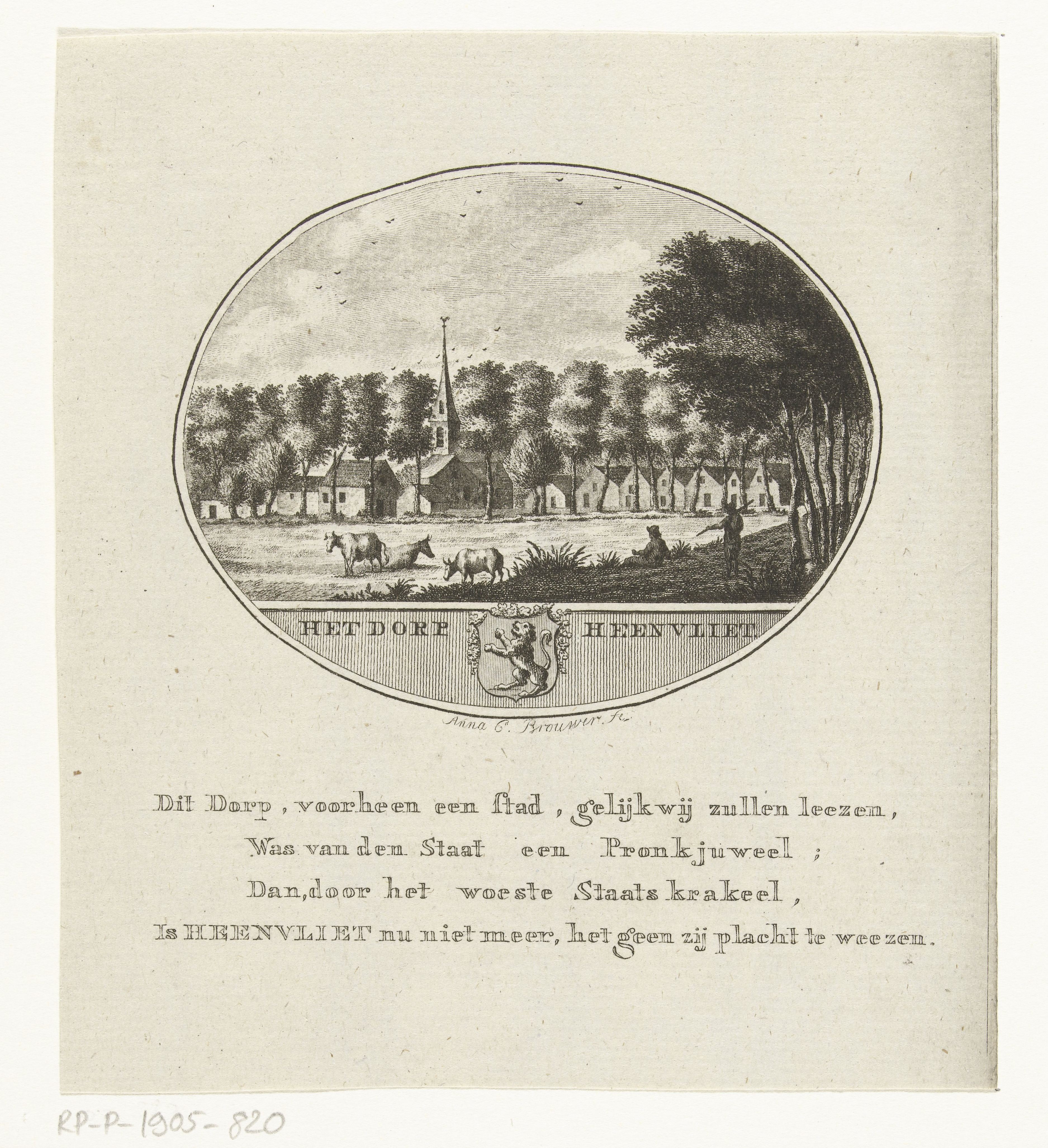
Heenvliet
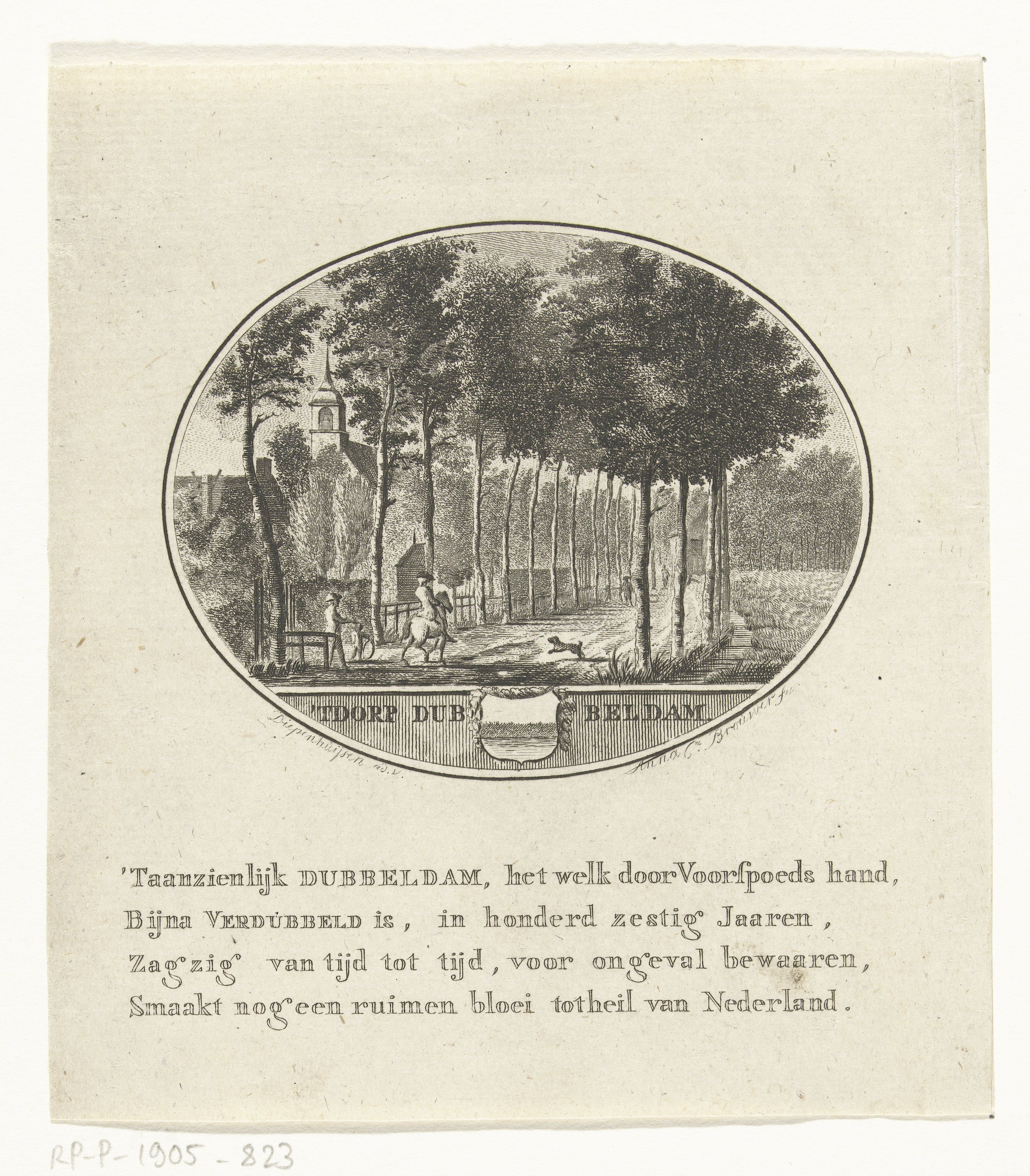
Dubbeldam
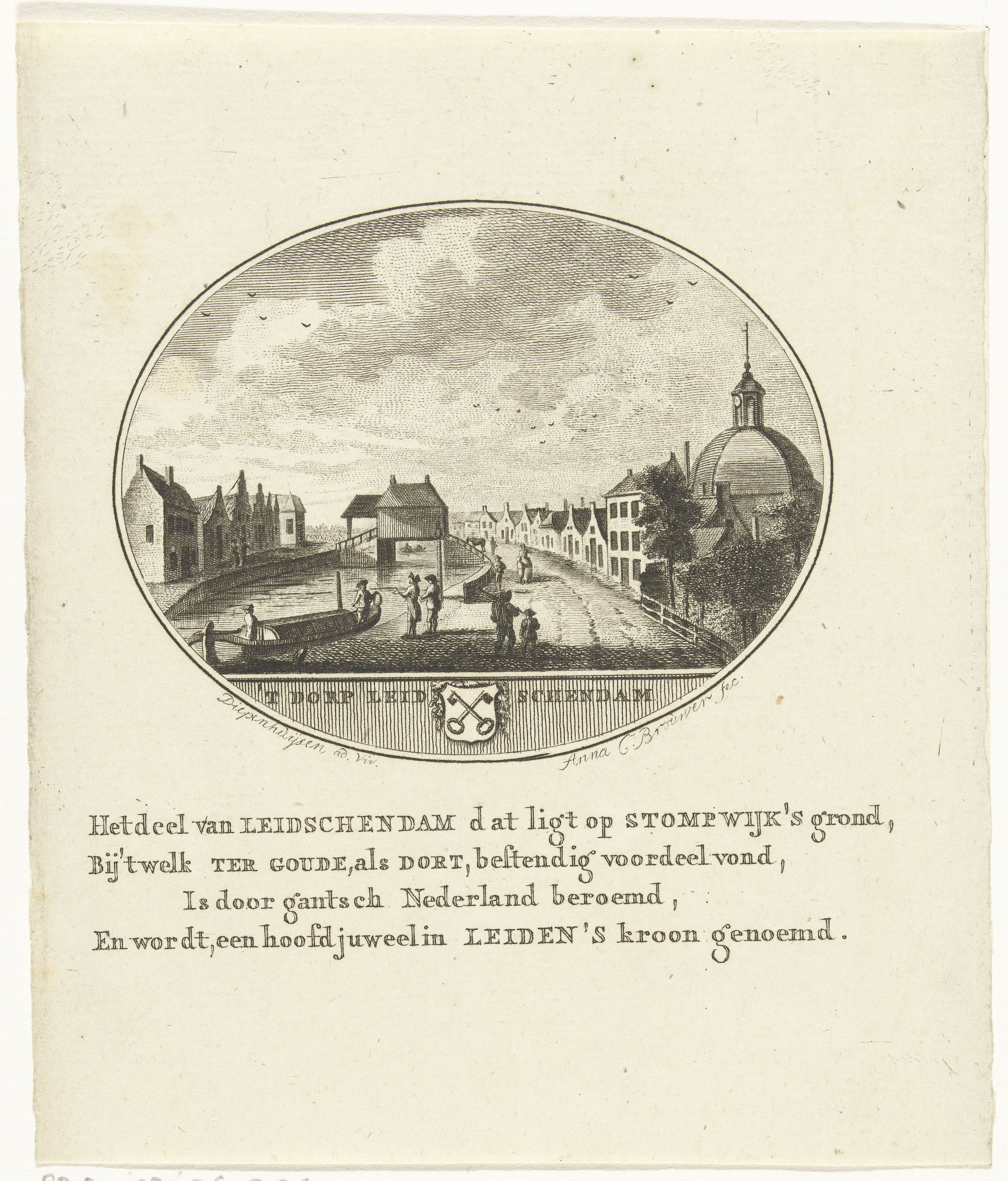
Stompwijk

## De delen
1. (1793) Deel I: 't Eiland van Dordrecht, de Hoeksche Waard, de Zwyndrechtsche Waard, de Riederwaard, en 't Land van Ysselmonde
2. (1794) Deel II: Delfland
3. (1795) Deel III: Amstelland, Weesper Kerspel, Gooiland, de Loosdrecht enz.
4. (1796) Deel IV: Kennemerland
5. (1797) Deel V: Schieland, en Krimpenerwaard
6. (1798) Deel VI: Het land van Voorne en Putten, Overflaque, Portugal, etc.
7. (1799) Deel VII: Rhijnland (westelijk deel, grofweg de driehoek Hillegom, Katwijk, Zoetermeer)
8. (1801) Deel VIII: Rhijnland (oostelijk deel, rondom Alphen aan den Rijn met o.a. Leiderdorp en Waddinxveen)

Alle delen zijn door Google Books gedigitaliseerd en terug te vinden via https://www.delpher.nl/ of https://books.google.nl/.

## Gebruik als bron
De tekeningen en beschrijvingen van de in die tijd actuele informatie worden door historici betrouwbaar geacht, maar dat geldt in veel mindere mate voor de historische beschrijvingen in de boeken. Daarvoor is het niet aan te bevelen het werk als enige bron te gebruiken.